# Edmund Kean

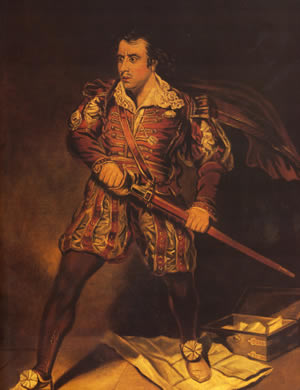
Edmund Kean interpretando a Sir Giles Overreach en la obra de Massinger A New Way to Pay Old Debts ("Nuevo modo de pagar antiguas deudas"), 1816

Edmund Kean (17 de marzo de 1787 - 15 de mayo de 1833) fue un actor inglés, reconocido en su tiempo como el mejor hasta el momento. Por muchos años vivió en la Casa Keydell, en Horndean.
En sus actuaciones, Kean recurría a su personalidad contundente y turbulenta y en las transiciones repentinas de voz y expresión facial. Sin embargo, no había nada de improvisación en sus interpretaciones. Técnicamente estaban cuidadosamente planificadas, y se dijo de su interpretación de Otelo que, con sus tonos y semitonos invariables, descansos y pausas, forte y piano, crescendo y diminuendo, podría haberse leído de una partitura musical. Sin embargo, su alcance era limitado. Sobresalía en los papeles malignos, pero solía fracasar en los que requerían nobleza, virtud, ternura o talento cómico. Como el sombrío archivillano de Una nueva forma de pagar viejas deudas, Kean era tan convincente como extorsionador rapaz que se dice que hizo que el poeta Lord Byron tuviera convulsiones; pero como Romeo era casi ridículamente poco convincente. Aunque contribuyó a la aparición de la actuación declamatoria, es cuestionable el alcance de su influencia directa en los intérpretes posteriores.
Se le conocía como Kean the Elder (Kean el Viejo) para diferenciarlo de su hijo, el actor Charles Kean, a quien llamaban Kean e Younger (Kean el Joven).

## Biografía

### Juventud
Kean nació en Londres, su padre fue probablemente Edmund Kean, un empleado de arquitectura; y su madre fue la actriz Anne Carey, hija del compositor y escritor Henry Carey. Kean hizo su primera aparición en el escenario a los cuatro años, como cupido en el ballet de Jean-Georges Noverre, Cymon. Como niño, su vivacidad, ingenio y simpatía lo hicieron un favorito entre el público, pero sus inclementes y adversas circunstancias y la falta de disciplina, lo llevaron a tener una gran confianza en sí mismo y desarrolló tendencias rebeldes y encaprichadas. Cerca de 1794 unas cuantas personas benevolentes le pagaron su asistencia a la escuela, donde le fue bien; pero encontrando las ataduras intolerables, se embarcó como grumete hacia Portsmouth. Encontrando la vida en el mar incluso más restrictiva, se hizo pasar por sordo y cojo tan brillantemente que engañó a los doctores en Madeira.
A su regreso a Inglaterra obtuvo la protección de su tío Moses Kean, un mimo, ventrílocuo y en general un artista, quien, además de hacer que continuara sus estudios de pantomima, lo inició en el estudio de Shakespeare. Al mismo tiempo, Charlotte Tidswell, una actriz quien había sido particularmente amable con él en su infancia, le enseñó las bases de la actuación.
Con la muerte de su tío, ella se hizo cargo de él, y comenzó el estudio sistemático de los personajes principales de las obras de Shakespeare, haciendo uso de su peculiar originalidad propia de su genio interpretando completamente diferente que como John Philip Kemble, considerado entonces el mejor exponente de estos roles. Los talentos de Kean y su interesante semblante, causaron que la señora Clarke lo adoptara, pero se ofendió de los comentarios de un visitante y repentinamente dejó su casa y regresó a su antiguo entorno.

### Descubrimiento
A los 14 años, obtuvo un contrato para interpretar personajes principales durante 20 noches en el Teatro de York, apareciendo como Hamlet, Hastings y Cato.
Poco después, mientras estaba en el Teatro de Richardson, una compañía de teatro ambulante, el rumor de sus habilidades llegó a Jorge III, que le ordenó aparecer en el castillo de Windsor. Posteriormente se unió al circo de Saunders, donde en la realización de una hazaña ecuestre se cayó y se rompió ambas piernas -el accidente le dejó huellas de hinchazón en los empeines durante toda su vida.
Por esta época, aprendió música con Charles Incledon, baile con D'Egville y esgrima con Angelo. En 1807, interpretó papeles principales en el teatro de Belfast con Sarah Siddons, quien empezó llamándole "un hombrecillo horrible" y al comprobar su habilidad dijo que "tocaba muy, muy bien", pero que "había muy poco de él para ser un gran actor". Hizo una aparición temprana con la compañía de Sarah Baker. En 1808, se unió a la compañía provincial del actor Samuel Butler y pasó a casarse con Mary Chambers de Waterford, la actriz principal, el 17 de julio. Su esposa dio a luz a dos hijos, uno de los cuales fue el actor Charles Kean.

### Drury Lane y Nueva York

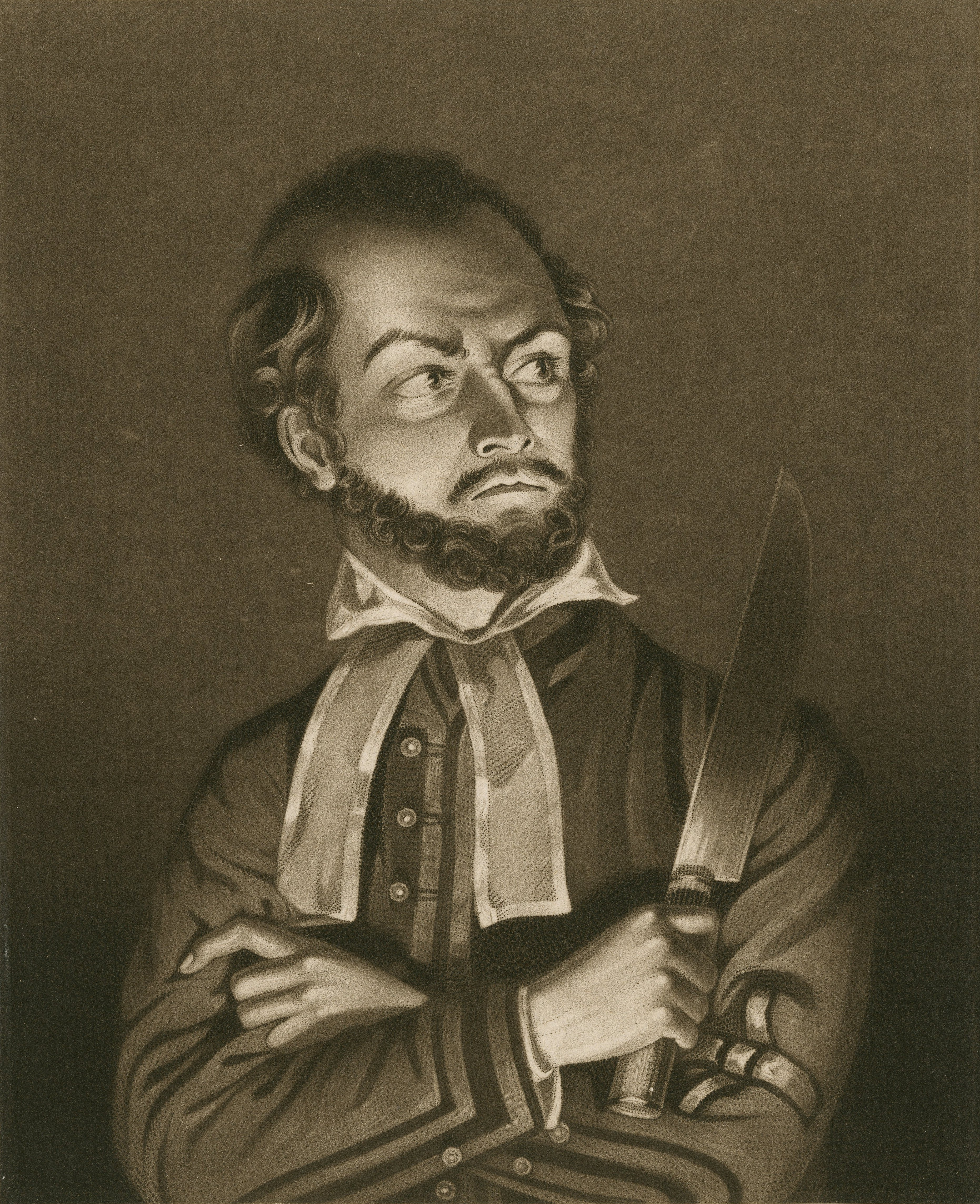
Una imagen de Edmund Kean como Shylock en El mercader de Venecia de Shakespeare

Durante varios años, sus perspectivas fueron muy sombrías, pero en 1814, el comité del Teatro de Drury Lane, que estaba al borde de la quiebra, resolvió darle una oportunidad entre los "experimentos" que estaban haciendo para recuperar la popularidad. Cuando la expectativa de su primera aparición en Londres se acercó a él, estaba tan febril que exclamó: "Si tengo éxito me volveré loco". Como no pudo permitirse un tratamiento médico durante algún tiempo, su hijo mayor murió al día siguiente de firmar el contrato de tres años con Drury Lane.
Su estreno en Drury Lane el 26 de enero de 1814 como Shylock despertó en el público un entusiasmo casi incontrolable. Los contemporáneos reconocieron que Kean había aportado dignidad y humanidad a su representación del personaje. Jane Austen se refiere a su popularidad en una carta a su hermana Cassandra fechada el 2 de marzo de 1814: "Las plazas están aseguradas en Drury
Lane para el sábado, pero es tan grande el furor por ver a Kean que sólo se ha podido conseguir una tercera y cuarta fila". Las sucesivas apariciones en Ricardo III, Hamlet, Otelo, Macbeth y Rey Lear' demostraron su dominio de la gama de emociones trágicas. Su triunfo fue tan grande que él mismo dijo en una ocasión: "No podía sentir el escenario debajo de mí".

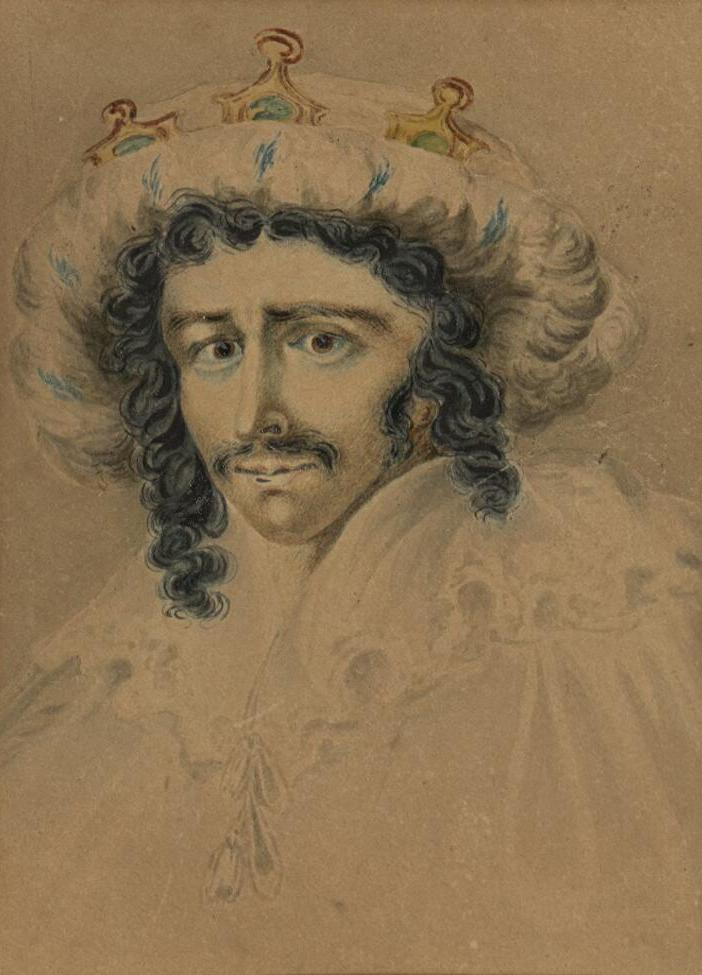
Retrato de Edmund Kean en el personaje de Ricardo III

En 1817, un dramaturgo local llamado Charles Bucke presentó su obra The Italians, or; The Fatal Accusation a Drury Lane, para la que Kean iba a ser el protagonista. La obra fue bien recibida tanto por el consejo como por los actores, hasta que Kean pareció cambiar de opinión y comenzó a hacer varios comentarios fuera de lugar sobre que su papel no era lo suficientemente grande para él. Entonces, tras una representación en febrero de 1819 en la que Kean se desvivió por estropear el estreno de Suiza, de la novelista histórica Jane Porter, por la que Kean había sentido una aversión personal, Bucke retiró la obra por desprecio a la conducta de Kean. Después de que el personal del teatro lo engatusara para que siguiera representando la obra, el Sr. Bucke hizo que se volviera a publicar con un prefacio sobre el incidente, que incluía extractos de la correspondencia entre las partes implicadas, y que más tarde se impugnó en dos libros, The Assailant Assailed y A Defense of Edmund Kean, Esq.. El resultado fue el desprestigio de ambas partes y la representación de la obra el 3 de abril de 1819, con una acogida desastrosa debido a la controversia que ya rodeaba a la obra y a la conducta anterior de Kean.
El 29 de noviembre de 1820, Kean apareció por primera vez en la ciudad de Nueva York como Ricardo III en el Anthony Street Theatre. El éxito de su visita a América fue inequívoco, aunque cayó en una enojosa disputa con la prensa. En 1821, apareció en Boston con Mary Ann Duff en La madre intranquila, de Ambrose Philips, una adaptación de Andromaque de Racine. El 4 de junio de 1821 regresó a Inglaterra.
Kean fue el primero en restaurar el final trágico del Rey Lear de Shakespeare, que había sido sustituido en el escenario desde 1681 por la adaptación con final feliz de Nahum Tate. Kean había actuado anteriormente el Lear de Tate, pero le dijo a su esposa que el público londinense "no tiene noción de lo que puedo hacer hasta que me vean sobre el cadáver de Cordelia"  Kean interpretó el Lear trágico durante unas pocas representaciones. No fueron bien recibidas, aunque un crítico describió su escena de la muerte como "profundamente conmovedora", y con pesar, volvió a Tate.

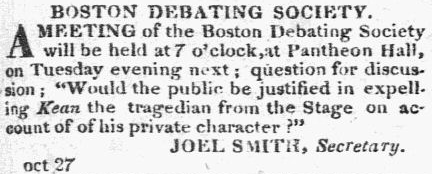
Anuncio de periódico para la reunión de la Sociedad de Debates de Boston: "¿Estaría el público justificado en expulsar a Kean, el tragediógrafo, del escenario a causa de su carácter privado?" (octubre de 1825)

### Vida privada
El estilo de vida de Kean se convirtió en un obstáculo para su carrera. A raíz de su relación con Charlotte Cox, la esposa de un concejal de Londres, Kean fue demandado por el Sr. Cox por daños y perjuicios por conversación criminal (adulterio). Un jurado que deliberó durante sólo 10 minutos le concedió una indemnización de 800 libras. The Times lanzó un violento ataque contra él.[cita requerida]  La decisión adversa en el caso de conversación criminal de Cox contra Kean, el 17 de enero de 1825, hizo que su esposa lo abandonara, y despertó contra él un sentimiento tan amargo que fue abucheado y arrojado con frutas cuando reapareció en Drury Lane y casi lo obligó a retirarse definitivamente a la vida privada. Durante muchos años, vivió en Keydell House, Horndean.

### Segunda visita a América
Una segunda visita a América en 1825 fue en gran medida una repetición de la persecución que había sufrido en Inglaterra. Algunas ciudades le mostraron un espíritu de caridad; muchos públicos le sometieron a insultos e incluso a violencia. En la ciudad de Quebec, quedó muy impresionado por la amabilidad de unos Huron que asistieron a sus actuaciones, y supuestamente fue nombrado jefe honorario de la tribu, recibiendo el nombre de Alanienouidet. La última aparición de Kean en Nueva York fue el 5 de diciembre de 1826 en Ricardo III, el papel en el que se le vio por primera vez en América.

### Declive y muerte
Regresó a Inglaterra y finalmente fue recibido con agrado, pero a estas alturas era tan dependiente del uso de estimulantes que el deterioro gradual de sus dotes era inevitable. Aun así, sus grandes poderes triunfaron en los momentos de su inspiración sobre el naufragio absoluto de sus facultades físicas. Su aparición en París fue un fracaso debido a un ataque de embriaguez.
Su última aparición en el escenario fue en Covent Garden el 15 de marzo de 1833, cuando interpretó a Otelo para el Iago de su hijo, Charles Kean, que también era un actor consumado. Al oír las palabras "Villano, seguro", en la escena 3 del acto iii, se derrumbó repentinamente, y gritando con voz vacilante "Oh Dios, me estoy muriendo. Háblales, Charles", cayó insensible en los brazos de su hijo. Murió unas semanas después en Surrey, y se conmemora en la Parish Church donde hay una placa en el suelo que marca su tumba, así como una placa en la pared que originalmente estaba en el exterior, pero que fue trasladada al interior y muy restaurada durante los trabajos de restauración en 1904. Está enterrado en la iglesia parroquial de Todos los Santos, en el pueblo de Catherington, Hampshire. Se dice que sus últimas palabras fueron: "Morir es fácil; la comedia es difícil". En Dublín, Gustavus Vaughan Brooke ocupó el papel de Guillermo Tell que dejó vacante Kean.

## Legado artístico
Según la Encyclopædia Britannica Eleventh Edition, fue en la personificación de las grandes creaciones del genio de Shakespeare donde la variada belleza y la grandeza de la actuación de Kean se mostraron en su máxima expresión, aunque probablemente su personaje más poderoso fue el de Sir Giles Overreach en la obra de Philip Massinger A New Way to Pay Old Debts, cuyo efecto en su primera representación fue tal que el foso se levantó en masa, e incluso los propios actores y actrices se vieron superados por la terrible ilusión dramática. Su principal desventaja como actor era su pequeña estatura. Coleridge dijo: "Verle actuar era como leer a Shakespeare a golpe de rayo."

## Críticas
En sus primeros tiempos, François Talma dijo de él: "Es una magnífica gema en bruto; púlalo y redondéalo y será un perfecto tragediador". William Macready, que quedó muy impresionado por el Ricardo III de Kean y conoció al actor en una cena, habla de sus "modales desenvueltos... que participan de cierto grado de timidez" y de la "conmovedora gracia" de su canto. La pronunciación por parte de Kean de las tres palabras "¡Respondo-No!" en el papel de Sir Edward Mortimer en El cofre de hierro, lanzó a Macready a un abismo de desesperación por rivalizar con él en este papel. La vida de Edmund Kean es tan interesante desde el punto de vista dramático que fue el tema de la obra "Kean" de Jean-Paul Sartre, así como de una obra de Alexandre Dumas, titulada Kean, ou Désordre et génie, en la que el actor Frédérick Lemaître consiguió uno de sus mayores triunfos.
En 1924 el director Alexandre Volkoff adaptó la obra de Dumas en un largometraje mudo francés protagonizado por el actor ruso Ivan Mosjoukine, que entonces vivía en París. Kean: Genio o sinvergüenza (en italiano: Kean - Genio e sregolatezza) coescrita, dirigida y protagonizada por Vittorio Gassman, es una dramatización italiana de 1956 sobre la vida de Kean. Se basa en la obra dramática Kean (1836) de Alexandre Dumas y en su adaptación de 1953 por Jean-Paul Sartre. Se proyectó en el Festival de Cine de Locarno en 1957. Los decorados de la película fueron diseñados por el director artístico Gianni Polidori. Gran parte de la película se rodó en el Teatro Valle de Roma.

## Kean en la cultura posterior
En la novela Huckleberry Finn de Mark Twain, ambientada en la década de 1840, dos estafadores llamados el Duque y el Rey vender entradas para una supuesta obra de teatro en la que el Rey es anunciado como "Edmund Kean el Viejo" y el Duque como "David Garrick, el Joven"; el verdadero Kean murió en 1833 y el actor Garrick en 1779.
En la tercera temporada de la serie de comedia británica Blackadder de 1987, uno de los personajes del episodio "Sense and Senility" era un actor llamado David Keanrick, que combina los nombres de Kean y David Garrick.
La cita "Dying is easy, comedy is hard" ("Morir es fácil, la comedia es difícil") se atribuye a menudo a él (por exemplo, por Peter O'Toole), aunque no hay evidencia concreta de esto y también es atribuido a otros.